# Славянское сельское поселение (Крым)
Славянское се́льское поселе́ние (укр. Слов'янське сільське поселення, крымскотат. Славянское кой юрту, Садыр кой юрту) — муниципальное образование в составе Раздольненского района Республики Крым России.

## География
Поселение расположено на северо-западе района, в степном Крыму, выходя на севере к берегу Каркинитского залива Чёрного моря. Граничит на западе со Славновским, на юге с Берёзовским и Серебрянским и на востоке с Кукушкинским сельскими поселениями.
Площадь поселения 61,03 км².
Основные транспортные магистрали: автодороги 35К-012 Черноморское — Воинка и 35Н-022 Славянское — Евпатория (по украинской классификации Т-0107 и С-0-11103).

## Население
| 2001  | 2014  | 2015  | 2016  | 2017  | 2018  | 2019  |
| ----- | ----- | ----- | ----- | ----- | ----- | ----- |
| 1734  | ↘1469 | ↗1473 | ↗1487 | ↘1476 | ↘1447 | ↘1421 |
| 2020  | 2021  |       |       |       |       |       |
| ↘1373 | ↗1571 |       |       |       |       |       |

## Состав сельского поселения
Поселение включает 2 населённых пункта:
| № | Населённый пункт | Тип населённого пункта | Население на 2014 год |
| - | ---------------- | ---------------------- | --------------------- |
| 1 | Славянское       | село, центр            | ↘1194                 |
| 2 | Аврора           | село                   | ↘275                  |

## История
Судя по доступным историческим документам, сельсовет, как Садырский, был образован в составе Ак-Шеихского района в 1930-х годах, поскольку на 1940 год он уже существовал. Указом Президиума от 21 августа 1945 года Садырский сельсовет был переименован в Славянский сельский совет. С 25 июня 1946 года сельсовет в составе Крымской области РСФСР. 24 декабря 1952 года Максимовский преобразован в Ручьёвский. 26 апреля 1954 года Крымская область была передана из состава РСФСР в состав УССР. На 15 июня 1960 года в составе совета числились населённые пункты:
| - Аврора - Андреевка | - Варягино - Горлица | - Дивное - Добринка | - Кукушкино - Огни | - Славянское |

Указом Президиума Верховного Совета УССР «Об укрупнении сельских районов Крымской области», от 30 декабря 1962 года Раздольненский район упразднили и совет присоединили к Черноморскому. 1 января 1965 года, указом Президиума ВС УССР «О внесении изменений в административное районирование УССР — по Крымской области», был восстановлен Раздольненский район и сельсовет вновь в его составе. К 1968 году Андреевка, Варягино, Горлица и Добринка были ликвидированы, после 1977 года упразднено Дивное (поскольку на эту дату ещё числилось в составе Славянского сельсовета). 8 февраля 1988 года был образован Кукушкинский сельский совет, куда отошли Кукушкино и Огни.
С 12 февраля 1991 года сельсовет в восстановленной Крымской АССР, 26 февраля 1992 года переименованной в Автономную Республику Крым. По Всеукраинской переписи 2001 года население совета составило 1734 человека. С 21 марта 2014 года в составе Крыма аннексировано Россией. Законом «Об установлении границ муниципальных образований и статусе муниципальных образований в Республике Крым» от 4 июня 2014 года территория административной единицы была объявлена муниципальным образованием со статусом сельского поселения.